# Box-office 2003 au Canada et aux États-Unis
Cet article traite du box-office de 2003 au Canada et aux États-Unis.

## Classement
| Rang | Titre                                                | Pays                                          | Réalisateur                   | Budget en USD | Recettes      | Week End |
| ---- | ---------------------------------------------------- | --------------------------------------------- | ----------------------------- | ------------- | ------------- | -------- |
| 1.   | Le Seigneur des anneaux : Le Retour du roi           | États-Unis d'Amérique                         | Peter Jackson                 | 250 000 000   | 377 027 325 $ | 24 (fin) |
| 2.   | Le Monde de Nemo                                     | États-Unis d'Amérique                         | Lee Unkrich et Andrew Stanton | 92 000 000    | 339 714 978 $ | 29 (fin) |
| 3.   | Pirates des Caraïbes : La Malédiction du Black Pearl | États-Unis d'Amérique                         | Gore Verbinski                | 140 000 000   | 305 413 918 $ | 26 (fin) |
| 4.   | Matrix Reloaded                                      | États-Unis d'Amérique · États-Unis d'Amérique | Andy et Larry Wachowski       |               | 281 576 461 $ | 25 (fin) |
| 5.   | Bruce tout-puissant                                  | États-Unis d'Amérique                         | Tom Shadyac                   |               | 242 829 261 $ | 25 (fin) |
| 6.   | X-Men 2                                              | États-Unis d'Amérique                         | Bryan Singer                  | 110 000 000   | 214 949 694 $ | 21 (fin) |
| 7.   | Elfe                                                 | États-Unis d'Amérique                         | Jon Favreau                   |               | 173 398 518 $ | 21 (fin) |
| 8.   | Terminator 3 : Le Soulèvement des machines           | États-Unis d'Amérique                         | Jonathan Mostow               |               | 150 371 112 $ | 16(fin)  |
| 9.   | Matrix Revolutions                                   | États-Unis d'Amérique · États-Unis d'Amérique | Andy et Larry Wachowski       |               | 139 313 948 $ | 16 (fin) |
| 10.  | Treize à la douzaine                                 | États-Unis d'Amérique                         | Shawn Levy                    |               | 138 614 544 $ | 24 (fin) |
| 11.  | Bad Boys 2                                           | États-Unis d'Amérique                         | Michael Bay                   | 130 000 000   | 138 608 444 $ | 17 (fin) |
| 12.  | Self Control                                         | États-Unis d'Amérique                         | Peter Segal                   |               | 135 645 823 $ | 16 (fin) |
| 13.  | Bronx à bel air                                      | États-Unis d'Amérique                         | Adam Shankman                 |               | 132 716 677 $ | 22 (fin) |
| 14.  | Hulk                                                 | États-Unis d'Amérique                         | Ang Lee                       | 120 000 000   | 132 177 234 $ | 15 (fin) |
| 15.  | 2 Fast 2 Furious                                     | États-Unis d'Amérique                         | John Singleton                | 76 000 000    | 127 154 901 $ | 17 (fin) |
| 16.  | Tout peut arriver                                    | États-Unis d'Amérique                         | Nancy Meyers                  | 80 000 000    | 124 728 738 $ | 17 (fin) |
| 17.  | Pur Sang, la légende de Seabiscuit                   | États-Unis d'Amérique                         | Gary Ross                     |               | 120 277 854 $ | 20 (fin) |
| 18.  | S.W.A.T. unité d'élite                               | États-Unis d'Amérique                         | Clark Johnson                 |               | 116 934 650 $ | 15 (fin) |
| 19.  | Spy Kids 3 : Mission 3D                              | États-Unis d'Amérique                         | Robert Rodriguez              | 38 000 000    | 111 761 982 $ | 28 (fin) |
| 20.  | Le Dernier Samouraï                                  | États-Unis d'Amérique                         | Edward Zwick                  |               | 111 127 263 $ | 18 (fin) |
| 21.  | Freaky Friday : Dans la peau de ma mère              | États-Unis d'Amérique                         | Mark S.Waters                 |               | 110 230 332 $ | 23 (fin) |
| 22.  | Scary Movie 3                                        | États-Unis d'Amérique                         | David Zucker                  |               | 110 003 217 $ | 17 (fin) |
| 23.  | Braquage à l'italienne                               | États-Unis d'Amérique                         | F. Gary Gray                  | 60 000 000    | 106 128 601 $ | 23 (fin) |
| 24.  | Comment se faire larguer en 10 leçons                | États-Unis d'Amérique                         | Donald Petrie                 |               | 105 813 373 $ | 23 (fin) |
| 25.  | American Pie : Marions-les !                         | États-Unis d'Amérique                         | Jennifer Coolidge             |               | 104 565 114 $ | 14 (fin) |
| 26.  | École Paternelle                                     | États-Unis d'Amérique                         | Steve Carr                    |               | 104 297 061 $ | 24 (fin) |
| 27.  | Daredevil                                            | États-Unis d'Amérique                         | Mark Steven Johnson           |               | 102 543 518 $ | 22 (fin) |
| 28.  | Le Chat chapeauté                                    | États-Unis d'Amérique                         | Bo Welch                      |               | 101 149 285 $ | 15 (fin) |
| 29.  | Charlie's Angels : Les anges se déchaîne             | États-Unis d'Amérique                         | McG                           | 93 000 000    | 100 830 111 $ | 14 (fin) |

## Box-office par Week End
| #  | Date              | Film no 1                                            | Recettes     |
| -- | ----------------- | ---------------------------------------------------- | ------------ |
| 1  | 3 janvier 2003    | Le Seigneur des anneaux : Les Deux Tours             | 25 650 813 $ |
| 2  | 10 janvier 2003   | Pour le meilleur et pour le rire                     | 18 192 112 $ |
| 3  | 17 janvier 2003   | Kangourou Jack                                       | 21 840 821 $ |
| 4  | 24 janvier 2003   | Nuits de terreur                                     | 12 582 499 $ |
| 5  | 31 janvier 2003   | La Recrue                                            | 16 523 156 $ |
| 6  | 7 février 2003    | Comment se faire larguer en 10 leçons                | 24 104 672 $ |
| 7  | 14 février 2003   | Daredevil                                            | 43 718 131 $ |
| 8  | 21 février 2003   | Daredevil                                            | 18 925 735 $ |
| 9  | 28 février 2003   | En sursis                                            | 17 115 781 $ |
| 10 | 7 mars 2003       | Bronx à Bel Air                                      | 31 682 176 $ |
| 11 | 14 mars 2003      | Bronx à Bel Air                                      | 22 380 056 $ |
| 12 | 21 mars 2003      | Bronx à Bel Air                                      | 16 262 662 $ |
| 13 | 28 mars 2003      | Président par accident                               | 14 879 273 $ |
| 14 | 4 avril 2003      | Phone Game                                           | 15 025 630 $ |
| 15 | 11 avril 2003     | Self Control                                         | 44 329 221 $ |
| 16 | 18 avril 2003     | Self Control                                         | 25 647 792 $ |
| 17 | 25 avril 2003     | Identity                                             | 17 653 495 $ |
| 18 | 2 mai 2003        | X-Men 2                                              | 85 850 693 $ |
| 19 | 9 mai 2003        | X-Men 2                                              | 41 408 813 $ |
| 20 | 16 mai 2003       | Matrix Reloaded                                      | 91 774 413 $ |
| 21 | 23 mai 2003       | Bruce tout-puissant                                  | 70 791 975 $ |
| 22 | 30 mai 2003       | Le Monde de Nemo                                     | 70 642 273 $ |
| 23 | 6 juin 2003       | 2 Fast 2 Furious                                     | 50 472 480 $ |
| 24 | 13 juin 2003      | Le Monde de Nemo                                     | 29 243 241 $ |
| 25 | 20 juin 2003      | Hulk                                                 | 62 641 646 $ |
| 26 | 27 juin 2003      | Charlie's Angels 2 : Les anges se déchaînent !       | 37 643 221 $ |
| 27 | 4 juillet 2003    | Terminator 3 : Le Soulèvement des machines           | 44 045 436 $ |
| 28 | 11 juillet 2003   | Pirates des Caraïbes : La Malédiction du Black Pearl | 46 436 536 $ |
| 29 | 18 juillet 2003   | Bad Boys 2                                           | 45 737 934 $ |
| 30 | 25 juillet 2003   | Spy Kids 3 : Mission 3D                              | 32 573 325 $ |
| 31 | 1er aout 2003     | American Pie : Marions-les !                         | 34 258 836 $ |
| 32 | 8 aout 2003       | S.W.A.T. unité d'élite                               | 37 638 995 $ |
| 33 | 15 aout 2003      | Freddy contre Jason                                  | 36 525 843 $ |
| 34 | 22 aout 2003      | Freddy contre Jason                                  | 13 450 723 $ |
| 35 | 29 aout 2003      | Jeepers Creepers 2                                   | 18 521 984 $ |
| 36 | 5 septembre 2003  | Dickie Roberts, ex enfant star                       | 7 582 637 $  |
| 37 | 12 septembre 2003 | Il était une fois au Mexique... Desperado 2          | 24 737 621 $ |
| 38 | 19 septembre 2003 | Underworld                                           | 22 637 831 $ |
| 39 | 26 septembre 2003 | Bienvenue dans la jungle                             | 18 543 950 $ |
| 40 | 3 octobre 2003    | Rock Academy                                         | 20 267 843 $ |
| 41 | 10 octobre 2003   | Kill Bill Volume 1                                   | 22 183 762 $ |
| 42 | 17 octobre 2003   | Massacre à la tronçonneuse                           | 28 094 014 $ |
| 43 | 24 octobre 2003   | Scary Movie 3                                        | 49 705 636 $ |
| 44 | 31 octobre 2003   | Scary Movie 3                                        | 21 647 048 $ |
| 45 | 7 novembre 2003   | Matrix Revolutions                                   | 50 551 648 $ |
| 46 | 14 novembre 2003  | Elfe                                                 | 27 225 536 $ |
| 47 | 21 novembre 2003  | Le Chat chapeauté                                    | 49 078 635 $ |
| 48 | 28 novembre 2003  | Le Manoir hanté et les 999 Fantômes                  | 34 046 111 $ |
| 49 | 5 décembre 2003   | Le Dernier Samouraï                                  | 24 420 646 $ |
| 50 | 12 décembre 2003  | Tout peut arriver                                    | 16 942 824 $ |
| 51 | 19 décembre 2003  | Le Seigneur des anneaux : Le Retour du roi           | 73 636 857 $ |
| 52 | 26 décembre 2003  | Le Seigneur des anneaux : Le Retour du roi           | 51 220 646 $ |